# Абасов, Митат Теймур оглы
Мита́т Теймур оглы́ Аба́сов (азерб. Midhət Teymur oğlu Abasov; 31 июля 1926, Баку — 23 апреля 2012, Баку) — советский и азербайджанский учёный, академик АН Азербайджана (1980), член-корреспондент Академии наук СССР (1984), доктор технических наук (1962), профессор.

## Биография
Митат Теймур оглы Абасов родился 31 июля 1926 года в городе Баку. В 1943 году окончил среднюю школу, поступает в Азербайджанский индустриальный институт. Одновременно, Митат работает в тресте «Карадагнефть» объединения «Азнефть». В 1949 году окончив институт, он поступает в аспирантуру АзИИ им. М.Азизбекова.
С мая 1951 года по август 1958 года он работает в нефтяной экспедиции АН Азербайджана на должностях: младший научный сотрудник, заместитель начальника по научной работе. В 1953 году защитил диссертацию на соискание учёной степени кандидата технических наук. В августе 1958 года, он переходит в АзНИИ по добыче нефти, а затем — в систему АН Азербайджана, на должность руководителя лаборатории. В 1962 году — доктор технических наук. С 1964 года — заместитель директора по научной работе. В 1965 году утверждён в звании профессора.
В 1968 году избран членом-корреспондентом АН Аз. ССР, в 1980 году — действительным членом. В 1984 году избран членом-корреспондентом Академии наук СССР.
С 1971 года по 2003 год — директор Института проблем глубинных нефтегазовых месторождений (ИПГНГМ) АН Аз. ССР.
В 1975 году выступил с докладом на IX Всемирном нефтяном конгрессе в Токио.
С сентября 1976 по 1990 год Митат Абасов работает академиком-секретарём Отделения наук о Земле АН Азербайджана, а с 1990 года по июнь 1997 год — вице-президентом АН Азербайджана.
На XXVIII съезде КПСС в июле 1990 года избран членом Центральной контрольной комиссии КПСС.
В 1991 году был членом президентского совета Азербайджанской Республики. С декабря 1991 года по апрель 1992 год — государственный секретарь Азербайджанской Республики.
Избирался депутатом Бакинского городского совета двух созывов, народным депутатом СССР последнего созыва от Шамхорского национально-территориального избирательного округа № 222 Азербайджанской ССР.
В последние годы жизни М. Т. Абасов работал в качестве главного научного сотрудника Института геологии НАНА, являлся научным руководителем проблем разработки месторождений нефти и газа.
Главные направления научной деятельности:
- разработка месторождений нефти и газа.
- подземная гидрогазодинамика.

Под руководством Абасова созданы новые технологии в области повышения нефтеотдачи пластов и увеличения производительности скважин, разработаны экономико-математические модели оптимизации освоения нефтегазовых ресурсов.
Является автором более 600 научных трудов, в том числе 16 монографий, 43 изобретений и 5 патентов.
Скончался в Баку 23 апреля 2012 года.

## Награды
- Государственная премия Азербайджана
- Премия имени академика И. М. Губкина
- Орден Трудового Красного Знамени
- Медаль «За доблестный труд. В ознаменование 100-летия В. И. Ленина»
- Почётная грамота Верховного Совета Азербайджанской ССР
- Серебряная медаль ВДНХ СССР (дважды)

## Звания
- «Заслуженный деятель науки Азербайджана»
- «Почётный нефтяник СССР»
- «Почётный работник газовой промышленности СССР»
- «Изобретатель СССР»
- «Почётный доктор ВНИГРИ».

## Членство в организациях
- 1948 — член ВКП(б)/КПСС
- 1968 — член-корреспондент АН АзербайджанскойССР, а в 1980 году — академик
- 1984 — член-корреспондент Академии наук СССР
- — член Международной геоэкологической академии
- — член Международной академии наук о природе и обществе

## Адреса
Жил в городе Баку по адресу проспект Нефтяников, дом 87.

## Сочинения
- Абасов М. Т., Кулиев A. M.: Методы гидрогазодинамических расчетов разработки многопластовых месторождений нефти и газа. — Баку: Элм[азерб.], 1976. -204 с.